# الجرفة (بعدان)

تعديل مصدري - تعديل

الجرفة محلة تابعة لقرية السراح، التابعة لعزلة بني منصور بمديرية بعدان إحدى مديريات محافظة إب في الجمهورية اليمنية، بلغ تعداد سكانها 214 حسب تعداد اليمن لعام 2004.